# حارة الساحة (زنجبار)
الساحة هي إحدى حارات حي ناجي بمدينة زنجبار التابعة لمحافظة أبين، بلغ تعداد سكانها 197 نسمة حسب تعداد اليمن لعام 2004.